# Leopoldo Menéndez López
Ledopoldo Menéndez López (Orduña, Biscaia, 30 d'abril de 1891 - Mèxic D.F., 1960) va ser un militar basc del cos de infanteria que va participar en la Guerra Civil Espanyola en defensa de la legalitat republicana. Durant el conflicte va manar diverses unitats militars, entre elles els exèrcits de Maniobra i Llevant. Va ser un dels pocs militars republicans que va aconseguir el grau de general durant la Guerra Civil. A principis de 1939, amb la derrota republicana, va haver de partir a l'exili i va passar a França i més tard a Colòmbia i Mèxic, país on va morir molt modestament.

## Biografia

### Primers anys i família
Fill de militar, seguiria també els passos del seu pare igual que els seus germans Arturo i Emilio, també ells molt relacionats en l'àmbit castrense. Després de finalitzar els seus estudis secundaris va començar els militars, primer en Barcelona en l'especialitat d'artilleria (maig - setembre de 1907) i després en la Acadèmia d'Infanteria de Toledo (1907-1910) on va arribar a coincidir amb Francisco Franco. En llicenciar-se a Toledo va ser destinat al Regiment Lealtad núm. 30, en Burgos.

### Carrera militar
Entre 1911 i 1920 va estar destinat a Àfrica, participant en nombroses campanyes de pacificació del recentment instaurat Protectorat espanyol del Marroc. Participaria en diferents operacions de llarg a llarg del protectorat, i va acabar integrant-se en el Cos de Regulars, participant en el Grup de Regulars núm. 2 de Melilla. Per totes les seves accions al Marroc va rebre nombroses medalles i distincions, especialment en la concessió de diverses creus de primera classe; a aquestes condecoracions es van sumar diversos ascensos, arribant a capità per antiguitat en 1916. Des de 1920 va estar destinat en la península Ibèrica, i fou enviat a la VI Regió Militar (Capitania General de Burgos). Entre 1924 i 1927 va ingressar a l'Escola Superior de Guerra on va cursar els estudis d'Estat Major, finalitzant-los amb èxit. En 1927 va tornar al Protectorat, destinat aquesta vegada a la Comissió Geogràfica del Marroc, on realitzarà una important labor en l'elaboració del mapa complet sobre el territori del Protectorat; una vegada finalitzat el nou mapa, els superiors de Menéndez qualificaran el seu treball com a esforç gegantesc. Abans de finalitzar 1927 li va ser concedida la Gran Creu de Sant Hermenegild en reconeixement pels seus serveis anteriors.
Es trobava a Ceuta quan es va proclamar la Segona República, època en la qual va col·laborar activament amb el nou ministre de la Guerra, Manuel Azaña, qui comptarà a més amb la labor de Juan Hernández Saravia. Tots dos militars seran un dels principals suports dins del Exèrcit en què es va donar suport Azaña per a la realització de les seves reformes militars. Després de la sortida de Azaña del gabinet republicà a mitjan 1933, Menéndez va quedar com a disponible forçós i a l'abril de 1934 va ser destinat a la 11a Brigada d'Infanteria a Burgos. Al maig de 1936, amb Azaña com a President de la República, aquest el va cridar per a manar una de les unitats de l'acabada de crear Guàrdia Presidencial i manant durant uns mesos el Batalló Azaña.

### Guerra Civil Espanyola

#### Avatars de la guerra
Es trobava en Madrid quan es va produir el cop d'estat que va donar lloc a la guerra. Allí va contribuir eficaçment en la seva neutralització. Durant algun temps va ser subsecretari de Guerra en el Ministeri de la Guerra, reorganitzant els serveis d'intendència i transports, així com l'organització en els fronts bèl·lics.
El 17 de setembre va ser destinat al front de Còrdova en la prefectura del Estat Major de Hernández Saravia, comandant del sector i anterior superior seu en el Ministeri. Menéndez va fer quant va poder per reorganitzar i militaritzar als indisciplinats batallons de milícies que existien en la zona, encara que amb poc èxit; això es reflectiria en el fracàs resultant en intentar frenar l'ofensiva de Queipo de Llano que va conquistar importants àrees de la província de Còrdova. Una nova ofensiva a desembre va aconseguir endinsar-se pel vall del Guadalquivir fins a aconseguir la província de Jaén i encara que en aquesta ocasió la resistència republicana va ser notablement major, no es va poder evitar la pèrdua de Lopera. A principis de 1937 el ja tinent coronel Menéndez va tornar a reorganitzar el sector abans de marxar a Madrid i dimitir del càrrec per petició pròpia. A partir de febrer va passar per un temps al capdavant del centre, i més tard va passar a manar la Guàrdia Presidencial en diverses ocasions al llarg de 1937. A mitjan any va estar destinat a l'Estat Major central de l'Exèrcit, servint-hi durant l'ofensiva de Brunete. A propòsit dels resultats obtinguts per l'Exèrcit republicà en aquesta batalla va fer un famós comentari:
| « | "...Respecte als caps de Milícies, l'únic que sap llegir un plànol és l'anomenat "Modesto". Els altres (Líster, Mera o el Campesino) a més de no saber, creuen no necessitar-ho..." | » |

A l'agost va ser posat al comandament del nou XX Cos d'Exèrcit, establint la seva caserna general a Daimiel (Ciudad Real). El Cos d'Exèrcit va quedar finalment constituït en el mes d'octubre, però donades les dificultats per a organitzar aquesta nova formació militar el propi president Azaña va reflectir en les seves memòries el baix estat d'ànim de Menéndez i les seves crítiques a certes actituds per part d'alguns comandaments comunistes de l'Exèrcit del Centre.

#### Terol i la lluita en el llevant
Al comandament del nou XX Cos d'Exèrcit va ser enviat al front de Terol a la fi d'any per a participar en una nova ofensiva de l'Exèrcit Popular. Novament sota el comandament de Hernández Saravia, va participar amb la seva unitat en el cèrcol de Terol a mitjan desembre, passant després a la lluita a l'interior de la ciutat. Pels seus recents èxits va ser ascendit a coronel el 24 del mateix mes. Però, abans que caigués la ciutat i amb les seves forces enórmemente desgastades va haver de retirar-se, sent dels pocs militars republicans autoritzats a realitzar una retirada. La seva actuació al capdavant del XX Cos d'Exèrcit va ser molt felicitada pel coronel Vicente Rojo, cap de l'Estat Major Central. El 9 de febrer Menéndez va cessar tant en la prefectura de la Comandància militar de Terol com en el comandament del XX Cos, i fou substituït pel tinent coronel Galán, i va passar a manar l'Exèrcit de Maniobra. Quedaven al seu càrrec els cossos d'exèrcit V, XXII i XXI, encara que amb aquesta massa de combat ni va poder evitar la pèrdua de Terol a la fi de febrer ni tampoc va poder frenar l'enfonsament del Front d'Aragó el mes següent. En aquesta època tenia d'assessor al conseller soviètic "Malinov", àlies Manolito, el futur Mariscal Malinovski durant la Segona Guerra Mundial. A l'abril les forces franquistes van arribar al Mediterrani i van partir en dos la zona republicana, dividint també a les forces de Menéndez.
El principal objectiu dels franquistes llavors era avançar cap a València, anterior seu del govern de la República i capital de l'horta llevantina. No obstant això, els Exèrcits de Llevant i el de Maniobra van ser unificats en un nou Exèrcit de Llevant sota el comandament de Menéndez, l'1 de juny. Seria ara, en els mesos de juny i juliol, en què la Batalla pel Llevant anava a assolir la seva major cruesa, en tant que les tropes republicanes estaven ben dirigides i comptaven amb una elevada moral. A més, disposaven amb l'avantatge que oferia la recentment construïda Línia XYZ, un entramat de fortificacions i sistemes de defensa en profunditat. Entre el 21 i el 24 de juliol l'assalt franquista anava a aconseguir el seu clímax, encara que finalment fracassarà per la resistència republicana. València es va mantenir en mans republicanes i el victoriós Menéndez va ser ascendit a General el 16 d'agost.

#### El final de la guerra
El 16 de febrer va tenir lloc una reunió en la aeròdrom de Los Llanos (Albacete) entre el president del govern Negrín i els principals dirigents militars republicans. A més de Menéndez, van assistir els generals Matallana, Miaja, Casado, Escobar i Moriones, i l'Almirall Buiza. Durant la trobada es va exposar la necessitat de negociar amb Franco el final de la guerra en vista de la pèssima situació militar de la República, però la reunió va acabar sense cap acord ferm. Quan el 5 de març va esclatar el cop d'estat dirigit pel coronel Casado, aviat es va unir als revoltats agrupats en el Consell Nacional de Defensa i va rebutjar les resistències dels fidels al Govern de Negrín, especialment la de les unitats i comandaments comunistes. Va aconseguir rebutjar la insubordinació del XXII Cos d'Exèrcit, momentàniament controlat pels comunistes i que va realitzar una fallida temptativa de marxar sobre València. No obstant això, la guerra estava perduda: a la fi de març la República es va ensorrar finalment i Franco va aconseguir fer-se amb la victòria definitiva.

### Exili
Va sortir d'Espanya el 30 de març al costat del seu cap d'Estat Major, Francisco Ciudad de Miguel, i el coronel Casado, arribant primer al Regne Unit i passant després a França, on va acompanyar Azaña en el seu exili francès. Gràcies a les gestions de l'expresident, a la fi de 1939 va poder marxar a Colòmbia al costat de part de la seva família. Allí el govern el va nomenar general honorari del seu Exèrcit i el va designar per a impartir una càtedra a l'Escola Superior de Guerra, en la qual va estar fins a 1945. Abans de partir cap a París a la fi d'aquell any, li va ser concedida la condecoració de la Creu de Boyacá. Després d'un curt període en la capital francesa com a subsecretari del Ministeri de Defensa en l'acabat de formar govern republicà de l'exili va partir a Mèxic, país on moriria a la fi de 1960.